# (38217) 1999 NB12
1999 NB12 (asteroide 38217) é um asteroide da cintura principal. Possui uma excentricidade de 0.11881440 e uma inclinação de 5.79836º.
Este asteroide foi descoberto no dia 13 de julho de 1999 por LINEAR em Socorro.